# Isotretinoína
A isotretinoína, também conhecida como ácido 13-cis-retinóico e vendida sob a marca Roacutan, entre outras, é um medicamento usado principalmente para tratar a acne grave. Também é usado para prevenir certos tipos de câncer de pele (carcinoma de células escamosas) e no tratamento de outros tipos de câncer. É usado para tratar ictiose do tipo arlequim, uma doença de pele geralmente letal, e ictiose lamelar. É um retinóide, o que significa que está relacionado à vitamina A, e é encontrado em pequenas quantidades naturalmente no corpo. Seu isômero, a tretinoína, também é um medicamento para acne.
Os efeitos adversos mais comuns são lábios secos (queilite), pele seca e frágil e maior suscetibilidade para queimaduras solares. Efeitos colaterais incomuns e raros incluem dores e dores musculares (mialgias) e dores de cabeça. Sabe-se que a isotretinoína pode provocar defeitos congênitos devido à exposição intrauterina devido à grande semelhança da molécula com o ácido retinóico, um derivado natural da vitamina A que controla o desenvolvimento embrionário normal. Também está associada a efeitos colaterais psiquiátricos, mais comumente depressão, mas também, mais raramente, psicose e comportamentos incomuns. Outros efeitos colaterais raros incluem hiperostose e fechamento epifisário prematuro, que foram relatados como persistentes.
A isotretinoína foi patenteada em 1969 e aprovada para uso médico em 1982. Em 2020, foi o 264º medicamento mais prescrito nos Estados Unidos, com mais de 1 milhões de prescrições. No Brasil, não existem dados sobre quantas vendas foram efetuadas em 2020 ou nos anos posteriores.

## Usos médicos
A isotretinoína é usada principalmente para acne cística grave e acne que não respondeu a outros tratamentos. Muitos dermatologistas também apoiam seu uso no tratamento de acnes de menor grau que se mostram resistentes a outros tratamentos, que produzem cicatrizes físicas ou que produzam problemas psicológicos. A isotretinoína não é indicada para o tratamento da acne pré-púbere e não é recomendada em crianças com menos de 12 anos de idade.
Também é um pouco eficaz para hidradenite supurativa e alguns casos de rosácea grave. Também pode ser usado para ajudar a tratar a ictiose arlequim, ictiose lamelar e é usado em casos de xeroderma pigmentoso para aliviar ceratoses. A isotretinoína tem sido usada para tratar a condição extremamente rara de fibrodisplasia ossificante progressiva. Também é usado para o tratamento de neuroblastoma, uma forma de câncer do nervo.
Além disso, a terapia com isotretinoína provou ser eficaz contra as verrugas genitais em uso experimental, mas raramente é usada para essa indicação, pois existem tratamentos mais eficazes. A isotretinoína pode representar uma forma sistêmica alternativa eficaz e segura de terapia para condilomas acuminados recalcitrantes (RCA) do colo do útero. Na maioria dos países, esta terapia não é aprovada e é usada apenas se outras terapias falharam.

### Restrições
A isotretinoína é um teratógeno; há cerca de 20 a 35% de risco de defeitos congênitos em bebês expostos à droga no útero, e cerca de 30 a 60% das crianças expostas à isotretinoína no período pré-natal apresentam comprometimento neurocognitivo. Devido a esse grande risco, há controles rígidos que prescrevem isotretinoína para mulheres (ou homens, quando o esperma é produzido três meses antes da inseminação) que podem ter potencial para engravidar (ou estar) grávidas enquanto tomam isotretinoína e muitos aconselham enfaticamente a interromper a gravidez devido ao risco de 20-60%.
Nos Estados Unidos, desde março de 2006, a prescrição de isotretinoína é feita por meio de um site denominado iPLEDGE. A Food and Drug Administration (FDA) dos EUA exige que as empresas que comercializam o medicamento coloquem este site como uma estratégia de avaliação e mitigação de riscos. Essas empresas formaram um grupo chamado Isotretinoin Products Manufacturing Group e contrataram a Covance para administrar o site. Prescritores, farmacêuticos e todas as pessoas a quem o medicamento é prescrito precisam se registrar no site e registrar informações nele. Mulheres com potencial para engravidar devem se comprometer a usar duas formas de contracepção eficazes simultaneamente durante o tratamento com isotretinoína e por um mês imediatamente anterior e um mês imediatamente após o tratamento. Além disso, eles devem ter dois testes de gravidez negativos com 30 dias de intervalo e testes de gravidez negativos antes de cada receita ser prescrita.
No Brasil, a isotretinoína é prescrita por dermatologistas e exige receita branca de uso controlado. Na maioria dos países, a isotretinoína só pode ser prescrita por dermatologistas ou médicos especialistas; alguns países também permitem prescrições limitadas por clínicos gerais e médicos de família. No Reino Unido e na Austrália, a isotretinoína pode ser prescrita apenas por ou sob a supervisão de um dermatologista consultor. Como a acne cística grave tem o potencial de causar cicatrizes permanentes em um curto período, as restrições à sua disponibilidade mais imediata se mostraram controversas. Na Nova Zelândia, a isotretinoína pode ser prescrita por qualquer médico, mas subsidiada apenas quando prescrita por um clínico geral, dermatologista ou enfermeiro profissionalmente registrado.

## Efeitos adversos
Dosagens cada vez mais altas resultarão em maior toxicidade, semelhante à toxicidade da vitamina A. Os efeitos adversos incluem:
| Tipo de desordens                         | Muito comum (≥ 1/10) | Comum (≥ 1/100, < 1/10)                                                                    | Raro (≥ 1/10 000,< 1/1000)                                                                 | Muito raro (≤ 1/10 000) | Frequência desconhecida                                                          |
| ----------------------------------------- | --- | ------------------------------------------------------------------------------------------ | ------------------------------------------------------------------------------------------ | --- | -------------------------------------------------------------------------------- |
| Infecções                                 | |                                                                                            |                                                                                            | - Infecção bacteriana por bactérias grão-positivas |                                                                                  |
| Sangue e sistema linfático                | - Anemia - Aumento da sedimentação das células vermelhas do sangue - Trombocitopenia - Trombocitose                                              | - Neutropenia                                                                              |                                                                                            | - Linfadenopatia |                                                                                  |
| Sistema imune                             | |                                                                                            | - Reação alérgica da pele - Reações anafiláticas - Hipersensibilidade                      | |                                                                                  |
| Metabolismo                               | |                                                                                            |                                                                                            | - Diabetes mellitus - Hiperuricemia |                                                                                  |
| Psiquiátrico                              | |                                                                                            | - Depressão - Depressão agravada - Tendências agressivas - Ansiedade - Alterações de humor | - Comportamento anormal - Transtorno psicótico - Ideação suicida - Tentativa de suicídio - Suicídio |                                                                                  |
| Sistema nervoso                           | | - Dor de cabeça                                                                            |                                                                                            | - Hipertensão intracraniana idiopática - Convulsões - Sonolência - Tontura |                                                                                  |
| Olhos                                     | - Blefarite - Conjuntivite - Olhos secos - Irritação nos olhos                                                                                   |                                                                                            |                                                                                            | - Visão borrada - Catarata - Daltonismo - Intolerância a lentes de contato - Opacidade córnea - Visão noturna diminuída - Ceratite - Papiledema - Fotofobia - Distúrbios visuais                                                    |                                                                                  |
| Orelhas/Ouvido                            | |                                                                                            |                                                                                            | - Problemas auditivos |                                                                                  |
| Vascular                                  | |                                                                                            |                                                                                            | - Vasculite ( Granulomatose com poliangiite, vasculite alérgica) |                                                                                  |
| Respiratório, torácico e mediastinal      | | - Epistaxe - Secura nasal - Constipação                                                    |                                                                                            | - Broncoespasmo (particularmente em pessoas com asma) - Disfonia |                                                                                  |
| Gastrointestinal                          | |                                                                                            |                                                                                            | - Colite - Ileíte - Garganta seca - Hemorragia gastroinstestinal - Diarreia hemorrágica - Doença inflamatória intestinal - Náusea - Pancreatite                                                                                     |                                                                                  |
| Hepatobiliar                              | - Transaminases aumentadas |                                                                                            |                                                                                            | - Hepatite |                                                                                  |
| Pele hipoderme                            | - Queilite - Dermatite - Xerose - Esfoliação localizada - Prurido - Erupção cutânea eritematosa - Fragilidade da pele (com risco de lesão séria) |                                                                                            | - Alopecia                                                                                 | - Acne fulminante - Acne agravada - Eritema (facial) - Exantema - Problemas capilares - Hirsutismo - Distrofia ungueal - Paroníquia - Sensação fotossensível - Pili torti - Granuloma piogênico - Hiperpigmentação - Suor excessivo | - Eritema multiforme - Síndrome de Stevens-Johnson - Necrólise epidérmica tóxica |
| Músculo-esquelético e tecido conjuntivo   | - Artralgia - Mialgia - Dor nas costas |                                                                                            |                                                                                            | - Artrite - Calcinose (calcificação dos ligamentos e tendões) - Fusão epifisária prematura - Osteocondroma - Hyperostose - Osteopenia - Tendinopatia                                                                                | - Rabdomiólise                                                                   |
| Rim e Aparelho urinário                   | |                                                                                            |                                                                                            | - Glomerulonefrite | - Urina escurecida                                                               |
| Sistema reprodutório e distúrbios da mama | |                                                                                            |                                                                                            | | - Disfunção sexual, incluindo problemas de ereção e libido diminuída             |
| Geral                                     | |                                                                                            |                                                                                            | - Aumento da formação de tecido de granulação - Mal-estar |                                                                                  |
| Em investigação                           | - Triglicerídeos aumentados - Colesterol HDL diminuído                                                                                           | - Aumento do colesterol no sangue - Aumento da glicose sanguínea - Hematúria - Proteinúria |                                                                                            | - Creatinofosfoquinaseaumentada |                                                                                  |

### Possíveis efeitos permanentes
A isotretinoína pode interromper o crescimento de ossos longos em jovens que ainda estão crescendo. O fechamento epifisário prematuro pode ocorrer em pessoas com acne recebendo doses recomendadas de Roacutan.
Geralmente, porém, o fechamento epifisário prematuro parece estar relacionado principalmente a:
- altas doses de isotretinoína além da dose recomendada de 1 mg/kg/dia
- longa duração do tratamento, além do curso normal do que é necessário para um paciente com acne (geralmente 5 a 7 meses)
- início precoce do tratamento (jovem adolescente de 12 a 14 anos ou menos)[25]

Sabe-se que a isotretinoína pode provocar disfunção da glândula meibomiana, que causa ceratoconjuntivite sicca persistente (olho seco). Problemas com as glândulas meibomianas e salivares são provavelmente devido à apoptose não seletiva das células das glândulas exócrinas. Foi relatado que a diminuição da visão noturna persiste em algumas pessoas após a descontinuação da terapia com isotretinoína.

### Sexual
A isotretinoína também está associada a efeitos colaterais sexuais, como disfunção erétil e diminuição da libido. Em outubro de 2017, a MHRA do Reino Unido emitiu uma atualização de segurança de medicamentos para médicos em resposta a relatos desses problemas. Isso foi em resposta a uma revisão da UE, publicada em agosto de 2017, que afirma que uma explicação fisiológica plausível desses efeitos colaterais "pode ser uma redução na testosterona plasmática". A revisão também afirmou que "as informações do produto devem ser atualizadas para incluir 'disfunção sexual, incluindo disfunção erétil e diminuição da libido' como um efeito indesejável com frequência desconhecida". Também houve relatos de distúrbios da espermatogênese, como oligospermia.

### Pele
Os efeitos colaterais mais comuns são mucocutâneos: ressecamento dos lábios, pele e nariz. Outros efeitos colaterais mucocutâneos comuns são inflamação e rachadura dos lábios (queilite), vermelhidão da pele (eritema), erupções cutâneas, descamação, eczema (dermatite), coceira (prurido) e sangramento nasal (epistaxe). A ausência de ressecamento dos lábios é considerada indício de não adesão ao tratamento (não uso do medicamento conforme indicado), pois ocorre em quase todas as pessoas que o utilizam.
O uso regular de protetor labial e hidratante é recomendado durante o tratamento para reduzir esses problemas. A dose pode precisar ser diminuída para reduzir a gravidade desses efeitos colaterais. A pele torna-se mais frágil - especialmente às forças de fricção - e pode não cicatrizar tão rapidamente quanto o normal. A cicatrização de feridas é retardada. Por esta razão, cirurgia eletiva, depilação com cera, tatuagem, remoção de tatuagem, piercings, dermoabrasão, esfoliação, etc., não são recomendados. O tratamento de cicatrizes de acne geralmente é adiado até 12 meses após a conclusão de um tratamento com isotretinoína.

### Teratogenicidade
A isotretinoína é um teratógeno com alta probabilidade de causar defeitos congênitos se tomado por mulheres durante a gravidez ou mesmo pouco tempo antes da concepção. Alguns dos defeitos congênitos mais comuns que esta droga pode causar são deficiência auditiva e visual, lóbulos das orelhas ausentes ou malformados, dismorfismo facial e anormalidades na função cerebral. A isotretinoína é classificada como Categoria X de Gravidez do FDA e Categoria X do ADEC, e o uso é contraindicado durante a gravidez. Na UE, a isotretinoína (oral) é contra-indicada durante a gravidez e não deve ser tomada por mulheres que possam ter filhos, a menos que sejam atendidas as condições de um programa de prevenção da gravidez. No Brasil, a isotretinoína é proibida para pessoas que estão grávidas ou que possam ficar grávidas.
O fabricante recomenda que a gravidez seja descartada duas semanas antes do início da isotretinoína, e as mulheres devem usar duas formas simultâneas de contracepção eficaz pelo menos um mês antes do início, durante e por pelo menos um mês após a terapia com isotretinoína.
Nos EUA, cerca de 2.000 mulheres engravidaram enquanto tomavam a droga entre 1982 e 2000, com a maioria das gestações terminando em aborto ou aborto espontâneo. Cerca de 160 bebês com defeitos congênitos nasceram. Depois que a FDA implementou o programa iPLEDGE mais rígido para as empresas que comercializam o medicamento nos EUA, em 2011, ocorreram 155 gestações (0,12%) entre 129.544 mulheres com potencial para engravidar que tomavam isotretinoína.
As pessoas que tomam isotretinoína não podem doar sangue durante e por pelo menos um mês após a descontinuação da terapia devido à sua teratogenicidade.

### Efeitos psicológicos
Efeitos colaterais psicológicos raros podem incluir depressão, piora de depressão preexistente, tendências agressivas, humor irritável e ansiedade. Efeitos muito raros incluem comportamento anormal, psicose, ideação suicida, tentativas de suicídio e suicídio. Em um total de 5.577 reações adversas relatadas à MHRA do Reino Unido até 31 de março de 2017, a maioria (1.207 ou 22%) dizia respeito a efeitos psiquiátricos. Houve 85 notificações de ideação suicida, 56 de suicídio e 43 de tentativas de suicídio.
A associação entre o uso de isotretinoína e psicopatologias tem sido controversa. A partir de 1983, surgiram relatos de casos isolados sugerindo mudança de humor, particularmente depressão, ocorrendo durante ou logo após o uso de isotretinoína. Vários estudos foram conduzidos desde então sobre o efeito da droga na depressão, psicose, pensamentos suicidas e outros efeitos psicológicos.

#### Depressão e suicídio
A isotretinoína é o único medicamento não psiquiátrico na lista dos 10 principais medicamentos associados à depressão e também está entre os 10 principais para tentativas de suicídio. Uma advertência black-box para suicídio, depressão e psicose está presente na embalagem da isotretinoína nos Estados Unidos desde 2005. Em março de 2018, a Agência Europeia de Medicamentos emitiu um alerta sobre um possível risco de distúrbios neuropsiquiátricos (como depressão, ansiedade e alterações de humor) após o uso de retinóides orais, incluindo a isotretinoína, embora as limitações dos dados disponíveis não permitissem claramente estabelecer se esse risco era decorrente do uso de retinóides.
Em 2012, uma revisão sistemática cobrindo todos os artigos da literatura relacionados à isotretinoína, depressão e suicídio, bem como artigos relacionados ao efeito de classe, resposta à dose e plausibilidade biológica descobriu que a literatura revisada era consistente com uma associação de administração de isotretinoína, depressão e suicídio em um subgrupo de indivíduos vulneráveis. Após esta revisão sistemática, em uma revisão de 2014, um grupo de dermatologistas e psiquiatras australianos colaborou em um conjunto de recomendações para a prescrição segura de isotretinoína. No entanto, se o uso de isotretinoína está causalmente associado à doença mental ou não, isso permanece controverso.
As evidências de que a depressão está causalmente associada ao uso de isotretinoína incluem 41 relatos de início/retirada/readministração com isotretinoína, envolvendo a administração de isotretinoína, retirada do medicamento e sua readministração. A maioria desses casos não tinha histórico psiquiátrico. Existe também uma relação temporal entre o desenvolvimento da depressão e o início do tratamento com isotretinoína, com a maioria dos casos se desenvolvendo após 1 a 2 meses de tratamento. Além disso, doses mais altas de isotretinoína aumentam o risco de desenvolver depressão, com 25% das pessoas apresentando depressão com uma dose de 3 mg/kg/dia em comparação com 3-4% em doses normais. Estudos descobriram vários processos biológicos que podem explicar com credibilidade as mudanças afetivas induzidas pela isotretinoína.

#### Psicose
A isotretinoína também tem sido associada à psicose. Muitos dos efeitos colaterais da isotretinoína mimetizam a hipervitaminose A, que tem sido associada a sintomas psicóticos. A hipótese da dopamina da esquizofrenia e psicose sugere que um aumento na estimulação ou sensibilidade dopaminérgica no sistema límbico causa sintomas psicóticos.
Tem sido sugerido que a desregulação dos receptores de retinóides por retinóides como a isotretinoína pode causar esquizofrenia. A evidência disso é tripla: a ativação transcricional do receptor D2 da dopamina – além dos receptores de serotonina e glutamato – é regulada pelo ácido retinóico; a esquizofrenia e a cascata retinóide foram ligadas aos mesmos loci gênicos; e a disfunção retinóide causa anomalias congênitas idênticas às observadas em pessoas com esquizofrenia. Além disso, foi demonstrado que a expressão dos receptores de dopamina é de fato regulada pelo ácido retinóico.

### Musculoesquelético
A isotretinoína tem vários efeitos musculoesqueléticos. Mialgia (dor muscular) e artralgia (dor nas articulações) são efeitos colaterais raros. É bem conhecido que os retinóides, como o etretinato em altas doses, podem provocar alterações ósseas, sendo o tipo mais comum as alterações hiperostóticas (crescimento ósseo excessivo), especialmente em crianças e adolescentes em fase de crescimento. Outros problemas incluem fechamento epifisário prematuro e calcificação de tendões e ligamentos. Os ossos da coluna e dos pés são os mais comumente afetados. Os fatores de risco para efeitos esqueléticos incluem idade avançada, maior dosagem e tratamento mais longo. A maioria das alterações ósseas não causa sintomas e só pode ser percebida por meio de imagens de raios-X.

### Gastrointestinal
A isotretinoína pode causar sintomas gastrointestinais inespecíficos, incluindo náuseas, diarreia e dor abdominal. A droga está associada à doença inflamatória intestinal (DII) — colite ulcerativa, mas não à doença de Crohn. Há também relatos de pessoas que desenvolveram a síndrome do intestino irritável (SII) e agravamento da SII existente.

### Olhos
Sabe-se que a isotretinoína e outros retinóides podem afetar os olhos. Olhos secos são muito comuns durante o tratamento e são causados pelo efeito apoptótico da isotretinoína nas glândulas meibomianas. Algumas pessoas desenvolvem intolerância a lentes de contato como resultado. Em algumas pessoas, essas alterações são duradouras ou irreversíveis e representam Disfunção da Glândula Meibomiana (DGM). Outros efeitos comuns nos olhos incluem inflamação da pálpebra (blefarite), olho vermelho causado por conjuntivite e irritação ocular. Efeitos colaterais oculares mais raros incluem visão turva, diminuição da visão noturna (que pode ser permanente), daltonismo, desenvolvimento de opacidades da córnea, inflamação da córnea (ceratite), inchaço do disco óptico (papiledema, associado a HII), fotofobia e outros distúrbios visuais.

## Farmacologia

### Mecanismo de ação
O mecanismo de ação exato da isotretinoína é desconhecido, mas vários estudos mostraram que a isotretinoína induz a apoptose (morte celular programática) em várias células do corpo. A morte celular pode ser instigada nas glândulas meibomianas, células do hipotálamo, células do hipocampo e — importante para o tratamento da acne — nas células das glândulas sebáceas. A isotretinoína tem baixa afinidade pelos receptores de ácido retinóico (RAR) e receptores de retinóide X (RRX), mas pode ser convertida intracelularmente em metabólitos que atuam como agonistas dos receptores nucleares RAR e RRX.
Um estudo sugere que a droga amplifica a produção de lipocalina associada à gelatinase neutrofílica (LAGN) na pele, que demonstrou reduzir a produção de sebo induzindo a apoptose nas células da glândula sebácea, ao mesmo tempo em que exibe um efeito antimicrobiano na Cutibacterium acnes. A droga diminui o tamanho e a produção de sebo das glândulas sebáceas. A isotretinoína é o único medicamento para acne disponível que afeta todos os quatro principais processos patogênicos da acne, o que a distingue de tratamentos alternativos (como antibióticos) e é responsável por sua eficácia em casos nodulocísticos graves. O efeito da isotretinoína na produção de sebo pode ser temporário, ou a remissão da doença pode ser "completa e prolongada".
Especula-se que a isotretinoína diminua a regulação da enzima telomerase e hTERT, inibindo "a imortalização celular e a tumorigênese". Em um estudo de 2007, foi comprovado que a isotretinoína inibe a ação da metaloprotease MMP-9 (gelatinase) no sebo sem qualquer influência na ação de TIMP1 e TIMP2 (os inibidores teciduais das metaloproteases). Já se sabe que as metaloproteases desempenham um papel importante na patogênese da acne.

#### Atividades do SNC
Uma possível base biológica para os relatos de casos de depressão envolve a diminuição do metabolismo no córtex orbitofrontal (OFC) do lobo frontal. Também foi descoberto que a diminuição do metabolismo de OFC foi correlacionada com dores de cabeça. As pessoas que relatam dor de cabeça como efeito colateral geralmente relatam sintomas neuropsiquiátricos comórbidos, especialmente depressão; uma relação estatisticamente significativa entre dor de cabeça e depressão foi estabelecida. Sugere-se que as pessoas sensíveis aos efeitos do SNC induzidos pela isotretinoína também podem ser suscetíveis a outros efeitos colaterais psiquiátricos, como a depressão.
Estudos em camundongos e ratos descobriram que os retinóides, incluindo a isotretinoína, se ligam aos receptores dopaminérgicos no sistema nervoso central. A isotretinoína pode afetar a neurotransmissão dopaminérgica, interrompendo a estrutura dos receptores de dopamina e diminuindo a atividade dopaminérgica. O sistema dopaminérgico está implicado em numerosos distúrbios psicológicos, incluindo a depressão. Acredita-se também que a isotretinoína afete o sistema serotoninérgico – ela aumenta a expressão de 5-HT 1A receptores no neurônio pré-sináptico, que inibem a secreção de serotonina. A isotretinoína também aumenta direta e indiretamente a tradução da proteína transportadora de serotonina (SERT), levando ao aumento da recaptação e, consequentemente, à redução da disponibilidade sináptica de serotonina.
A inibição da neurogênese do hipocampo também pode desempenhar um papel no desenvolvimento da depressão induzida pela isotretinoína. Um outro efeito da isotretinoína no cérebro envolve a função do ácido retinóico no hipotálamo, o centro regulador hormonal do cérebro e parte do eixo hipotálamo-hipófise-adrenal, uma parte fundamental da resposta do corpo ao estresse. Outras regiões do cérebro reguladas pelo ácido retinóico e potencialmente perturbadas pela isotretinoína incluem o córtex frontal e o corpo estriado.

### Farmacocinética e farmacodinâmica
A isotretinoína oral é melhor absorvida quando ingerida com uma refeição rica em gordura, porque tem um alto nível de lipofilicidade. A eficácia da isotretinoína dobra quando tomada após uma refeição rica em gordura em comparação com quando tomada sem alimentos. Devido à relação molecular da isotretinoína com a vitamina A, ela não deve ser tomada com suplementos de vitamina A devido ao perigo de toxicidade por superdosagem cumulativa. Roacutan também interage negativamente com a tetraciclina, outra classe de medicamentos para acne, e com preparações de progesterona em microdoses ("minipílulas"), noretisterona/etinilestradiol ('OrthoNovum 7/7/7'), erva de São João, fenitoína e corticosteróides sistêmicos.
A isotretinoína liga-se principalmente (99,9%) às proteínas plasmáticas, principalmente à albumina. Três metabólitos da isotretinoína são detectáveis no plasma humano após administração oral: 4-oxo-isotretinoína, ácido retinóide (tretinoína) e ácido 4-oxo-retinóico (4-oxo-tretinoína). A isotretinoína também se oxida, irreversivelmente, a 4-oxo-isotretinoína - que forma seu isômero geométrico 4-oxo-tretinoína. Após administração oral, 80 mg dose de suspensão líquida de 14C-isotretinoína, a 14C-atividade no sangue diminui com uma meia-vida de 90 horas. Os metabólitos da isotretinoína e seus conjugados são então excretados na urina e nas fezes do indivíduo em quantidades relativamente iguais. Depois de uma única dose oral de 80 mg de isotretinoína a 74 indivíduos adultos saudáveis alimentados, a meia-vida de eliminação média ± DP (t 1/2) da isotretinoína e 4-oxo-isotretinoína foi de 21,0 ± 8,2 horas e 24,0 ± 5,3 horas, respectivamente. Após doses únicas e múltiplas, as taxas de acúmulo observadas de isotretinoína variaram de 0,90 a 5,43 em pessoas com acne cística.

## História
O composto ácido 13-cis retinóico foi estudado pela primeira vez na década de 1960 nos Laboratórios Roche, na Suíça, por Werner Bollag, como um tratamento para o câncer de pele. Experimentos concluídos em 1971 mostraram que o composto provavelmente seria ineficaz para o câncer, mas, surpreendentemente, poderia ser útil para tratar a acne. No entanto, eles também mostraram que o composto provavelmente causava defeitos congênitos, então, à luz dos eventos em torno da talidomida, a Roche abandonou o produto. Em 1979, foi publicado um artigo relatando a eficácia da droga no tratamento da acne cística e conglobata em quatorze pacientes, treze dos quais apresentaram cura completa de sua doença. Em ensaios clínicos, os participantes foram cuidadosamente selecionados para evitar a inclusão de mulheres que estavam ou poderiam ficar grávidas. O novo pedido de medicamento (nova submissão para a FDA de aprovação da droga) da Roche para isotretinoína para o tratamento da acne incluía dados mostrando que o medicamento causava defeitos congênitos em coelhos. O FDA aprovou o pedido em 1982.
Os cientistas envolvidos nos ensaios clínicos publicaram artigos alertando sobre defeitos congênitos ao mesmo tempo em que o medicamento foi lançado nos Estados Unidos, mas, mesmo assim, a isotretinoína foi adotada rápida e amplamente, tanto entre dermatologistas quanto clínicos gerais. Casos de defeitos congênitos apareceram no primeiro ano, levando o FDA a começar a publicar relatórios de casos e a Roche enviando cartas de advertência aos médicos e colocando adesivos de advertência em frascos de remédios, incluindo advertências mais fortes no rótulo. Ações judiciais contra a Roche começaram a ser movidas. Em 1983, o comitê consultivo do FDA foi convocado e recomendou medidas mais fortes, que o FDA adotou e eram inéditas na época: alertar os bancos de sangue para não aceitar sangue de pessoas que tomavam o medicamento e adicionar um aviso ao rótulo aconselhando as mulheres a começarem a tomar anticoncepcionais um mês antes de iniciar a droga. No entanto, o uso da droga continuou a crescer, assim como o número de bebês nascidos com defeitos congênitos. Em 1985, o rótulo foi atualizado para incluir um aviso na caixa. No início de 1988, a FDA convocou outro comitê consultivo, e os funcionários da FDA prepararam um memorando interno estimando que cerca de 1.000 bebês nasceram com defeitos congênitos devido à isotretinoína, que cerca de 1.000 abortos espontâneos foram causados e que entre 5.000 e 7.000 mulheres tiveram abortos devido à isotretinoína. O memorando vazou para o The New York Times alguns dias antes da reunião, levando a uma tempestade de atenção da mídia. Na reunião do comitê, os dermatologistas e a Roche defenderam manter o medicamento no mercado, mas aumentar os esforços de educação; pediatras e os Centros de Controle e Prevenção de Doenças (CDC) defenderam a retirada do medicamento do mercado. O comitê recomendou restringir os médicos que poderiam prescrever o medicamento e exigir uma segunda opinião antes que ele pudesse ser prescrito. A FDA, acreditando que não tinha autoridade sob a lei para restringir quem tinha o direito de prescrever o medicamento, manteve o medicamento no mercado, mas tomou outras medidas sem precedentes: exigiu que a Roche tornasse os avisos ainda mais visíveis e gráficos, fornecesse aos médicos formulários de consentimento informado a serem usados ao prescrever o medicamento e conduzir estudos de acompanhamento para testar se as medidas estavam reduzindo a exposição de mulheres grávidas ao medicamento. A Roche implementou essas medidas e ofereceu-se para pagar pelo aconselhamento sobre contracepção e testes de gravidez para as mulheres que prescreveram o medicamento; o programa foi chamado de "Programa de Prevenção da Gravidez".
Um relatório do CDC publicado em 2000, mostrou problemas com o Programa de Prevenção da Gravidez e mostrou que o aumento nas prescrições era devido ao uso off-label, e levou a Roche a reformular seu programa, renomeando-o como "Programa de Prevenção da Gravidez Direcionado" e acrescentando alterações nos rótulos, como requisitos para dois testes de gravidez, dois tipos de contracepção e para os médicos fornecerem prescrições diretamente aos farmacêuticos; fornecendo materiais educacionais adicionais e fornecendo testes de gravidez gratuitos. A FDA teve outra reunião consultiva no final de 2000 que novamente debateu como evitar que mulheres grávidas fossem expostas ao medicamento; dermatologistas testemunharam sobre a notável eficácia do medicamento, o impacto psicológico da acne e exigiram autonomia para prescrever o medicamento; outros argumentaram que a droga fosse retirada ou medidas muito mais rígidas fossem tomadas. Em 2001, o FDA anunciou um novo esquema regulatório chamado SMART (Sistema para Gerenciar a Teratogenicidade Relacionada ao Accutane [que no Brasil é Roacutan]) que exigia que a Roche fornecesse materiais de treinamento definidos aos médicos e que os médicos assinassem e devolvessem uma carta à Roche reconhecendo que revisaram os materiais de treinamento, para a Roche enviar adesivos aos médicos, que os médicos teriam que colocar nas receitas que dão às pessoas depois de confirmarem um teste de gravidez negativo; as prescrições só podiam ser feitas por 30 dias e não podiam ser renovadas, exigindo assim um novo teste de gravidez para cada receita.
Em fevereiro de 2002, as patentes da Roche para a isotretinoína expiraram, e agora existem muitas outras empresas vendendo versões genéricas mais baratas da droga. Em 29 de junho de 2009, a Roche Pharmaceuticals, criadora e distribuidora original da isotretinoína, descontinuou oficialmente a fabricação e a distribuição de sua marca Accutane nos Estados Unidos devido ao que a empresa descreveu como motivos comerciais relacionados à baixa participação de mercado (abaixo de 5%), juntamente com o alto custo de defesa de ações judiciais de danos pessoais movidas por algumas pessoas que tomaram a droga. A Roche USA continua a defender o Accutane e afirma ter tratado mais de 13 milhões de pessoas desde a sua introdução em 1982. F. Hoffmann-La Roche Ltd. aparentemente continuará a fabricar e distribuir Roacutan fora dos Estados Unidos.
Entre outros, o ator James Marshall processou a Roche por causa de uma doença supostamente relacionada ao Accutane que resultou na remoção de seu cólon. O júri, no entanto, decidiu que James Marshall tinha uma doença intestinal preexistente.
Vários julgamentos sobre alegações de doenças inflamatórias intestinais foram realizados nos Estados Unidos, com muitos deles resultando em julgamentos multimilionários contra os fabricantes de isotretinoína.

## Sociedade e cultura

### Marcas
A partir de 2017, a isotretinoína foi comercializada sob muitas marcas em todo o mundo: A-Cnotren, Absorica, Accuran, Accutane, Accutin, Acne Free, Acnecutan, Acnegen, Acnemin, Acneone, Acneral, Acnestar, Acnetane, Acnetin A, Acnetrait, Acnetrex, Acnogen, Acnotin, Acnotren, Acretin, Actaven, Acugen, Acutret, Acutrex, Ai Si Jie, Aisoskin, Aknal, Aknefug Iso, Aknenormin, Aknesil, Aknetrent, Amnestima, Atlacne, Atretin, Axotret, Casius, Ciscutan, Claravis, Contracné, Curacne, Curacné, Curakne, Curatane, Cuticilin, Decutan, Dercutane, Effederm, Epuris, Eudyna, Farmacne, Flexresan, Flitrion, I-Ret, Inerta, Inflader, Inotrin, Isac, Isdiben, Isoacne, Isobest, Isocural, Isoderm, Isoface, IsoGalen, Isogeril, Isolve, Isoprotil, Isoriac, Isosupra, Isosupra Lidose, Isotane, Isotina, Isotinon, Isotren, Isotret, Isotretinoin, Isotretinoina, Isotretinoína, Isotretinoine, Isotretinoïne, Isotrétinoïne, Isotretinoinum, Isotrex, Isotrin, Isotroin, Izotejat, Izoteziat, Izoteziak, Mayesta, Myorisan, Neotrex, Netlook, Nimegen, Noitron, Noroseptan, Novacne, Oralne, Oraret, Oratane, Piplex, Policano, Procuta, Reeducar, Retacnyl, Retin A, Roaccutan, Roaccutane, Roacnetan, Roacta, Roacutan, Rocne, Rocta, Sotret, Stiefotrex, Tai Er Si, Teweisi, Tretin, Tretinac, Tretinex, Tretiva, Tufacne, Zenatane, Zerocutan, Zonatian ME e Zoretanin.
A partir de 2017, foi comercializado como um medicamento tópico combinado com eritromicina sob as marcas Isotrex Eritromicina, Isotrexin e Munderm.

## Pesquisas
Embora o crescimento ósseo excessivo tenha sido levantado como um possível efeito colateral, uma revisão de 2006 encontrou poucas evidências para isso.